# Świerczyna (Polanów)
Świerczyna (deutsch Schwarzin) ist ein Dorf in der polnischen Woiwodschaft Westpommern. Es gehört zur Stadt- und Landgemeinde Polanów (Pollnow) im Kreis Koszalin (Köslin).

## Geographische Lage
Das ehemalige Gutsdorf Świerczyna liegt 22 Kilometer südlich der früheren Kreisstadt Sławno (Schlawe) und fünf Kilometer nördlich von Polanów (Pollnow) an einer Verbindungsstraße, die von der Landesstraße DK 6 (ehemalige Reichsstraße 2) bei Sławno zur Woiwodschaftsstraße DW 206 bei Jacinki (Jatzingen) führt. Bis 1945 war der Ort Bahnstation an der Kleinbahnstrecke Schlawe–Pollnow–Sydow der Schlawer Bahnen.
Nachbarorte von Świerczyna sind: Nacław (Natzlaff) im Westen, Bukowo (Wendisch Buckow) im Norden, Krąg (Krangen) im Osten und Polanów im Süden.
Świerczyna liegt auf einer kuppigen Endmoräne, deren höchste Erhebung mit 169 Metern über NN sich direkt südlich des Dorfes befindet.

## Geschichte
Schon vor dem Dreißigjährigen Krieg war Schwarzin (auch Schwartzin) zu zwei Dritteln ein Lehen derer von Podewils in Krangen und zu einem Drittel derer von Glasenapp in Pollnow. Im 18. Jahrhundert dann ist das gesamte Dorf im Besitz der Familie von Podewils. Nach dem Zusammenbruch des Besitzes der Grafen von Podewils erwarb Johann Martin Knop den Ort mit einem Areal von 1103 Hektar, einschließlich der Vorwerke Johannesruh und Waldvorwerk. 1893/94 kauft Max Reinhold Gilbert Glagau das Gut. Danach gibt es zahlreiche Besitzerfamilien, bis schließlich Hans Ulrich von Brockhusen letzter Eigentümer vor 1945 ist.
1818 lebten in Schwarzin 79 Einwohner. Deren Zahl stieg bis 1905 auf 189 und betrug 267 im Jahre 1939. Schwarzin hatte vor 1945 eine einklassige Schule, deren Gebäude mitten im Dorf an der Straße nach Wendisch Buckow stand.
Vor 1945 gehörte Schwarzin zum Standesamt Wendisch Buckow und zum Amtsgerichtsbereich Pollnow im Landkreis Schlawe i. Pom. im Regierungsbezirk Köslin der preußischen Provinz Pommern.
Nach dem Ende des Zweiten Weltkrieges und der Besetzung durch die Rote Armee kam der Ort unter polnische Verwaltung. 1946/47 verließen die letzten Deutschen den Ort, der den polnischen Namen Świerczyna angenommen hatte und zur Stadt- und Landgemeinde Polanów im Powiat Koszaliński der Woiwodschaft Westpommern (bis 1998 Woiwodschaft Köslin) gehörte.

## Kirche
Die bis 1945 überwiegend evangelische Bevölkerung war in das Kirchspiel Pollnow im Kirchenkreis Schlawe der Kirche der Altpreußischen Union eingegliedert. Danach blieb der Ort zur Parochie Polanów zugehörig, jetzt im Dekanat Polanów im Bistum Köslin-Kolberg der Katholischen Kirche in Polen. Die evangelischen Bewohner sind nun in das Kirchspiel Koszalin (Köslin) in der Diözese Pommern-Großpolen der Evangelisch-Augsburgischen Kirche in Polen einbezogen.